# Ligurové

Etnické složení Apeninského poloostrova v době železné, Ligurové označeni světle zeleně

Ligurové či Liguři (latinsky Ligures, řecky Λίγυες) byl starověký kmen, po němž se na severu Itálie dodnes nazývá oblast Ligurie. Na toto i další evropská území přišel patrně kolem roku 2000 př. n. l.
Původ Ligurů je neznámý, jen se o něm spekuluje. Spory se vedou především o to, zda byli či nebyli Indoevropany nebo Kelty, pravděpodobně však nebyli původně ani jedním. Byli nicméně časem pod tlakem Galů keltizováni (někdy se pak hovoří o Kelto-Ligurech) a posléze romanizováni.
Také o jejich územním rozšíření se vedou spory. V předřímských dobách obsadili minimálně Ligurii, Piemont jižně od řeky Pád a severozápad Toskánska a Provence na území dnešní Francie. Podle některých badatelů však obsadili mnohem větší území, včetně velké části severozápadní Itálie, celého severního Toskánska (část, která leží severně od řeky Arno), celou jižní Francii a oblast Katalánska (v severovýchodním rohu Pyrenejského poloostrova).
Pro širší verzi hovoří většinou teorie založené na lingvistice, a to přesto, že o staroligurském jazyce je známo jen málo, protože se nedochovaly žádné písemné záznamy ani nápisy, a protože se neví, odkud starověcí Ligurové původně pocházeli. Podle některých badatelů se však tento jazyk podílel na vzniku katalánštiny a okcitánštiny (jež byla ještě v 19. století užívána v celé jižní Francii). Signálem staroligurského původu by v těchto jazycích měly být zejména přípony -asca nebo -asco u názvů sídel. Obyvatelé Provence se někdy dnes považují za "romanizované Ligury".
Název kmene má také nejasný kořen, někdy je spojován s řekou Loirou (latinsky: Liger), ale jméno kmene bylo patrně starší než latina. Není jasné, jak Ligurové původně označovali sami sebe. Podle Plútarcha si říkali Ambrones, což by mohlo naznačovat příbuznost s Ambrony ze severní Evropy. Plútarchos tak uvažuje, když popisuje bitvu u Aquae Sextiae z roku 102 př. n. l., kde ligurští pomocníci Římanů proti (snad) germánským Kimbrům, Teutonům a Ambronům údajně křičeli jako bojový pokřik "Ambrones!", který se jim kupodivu ve stejné podobě vracel i od nepřátel z druhé strany bojiště. Je však dosti nejisté, že by tak Ligurové nazývali sami sebe (a co měl pokřik vlastně znamenat). Jak se Ligurové nazývali ve svém jazyce a zda vůbec měli výraz, kterým by se pojmenovávali, je sporné. „Ligurové“ je termín, kterým kmen nazvali Řekové, když začali prozkoumávat západní Středomoří. Později sami příslušníci kmene začali tento termín používat, aby se odlišili od jiných etnických skupin. Sami se původně patrně dělili na různé kmeny a jednotné označení pro celou etnickou skupinu nepotřebovali. Existují i autoři, kteří se domnívají, že Ligurové ani etnickou skupinou nebyli, že šlo spíše o označení různorodého neolitického obyvatelstva vyskytujícího se na určitém území a žijícího podobným způsobem života.
Autoři jako Strabón a Diodóros Sicilský popisovali Ligury jako drsné a silné lidi, jejichž pirátství Římané odsuzovali. Jejich popis se však týká spíše Kelto-Ligurů. Strabón napsal, že jsou odlišnou rasou než Galové nebo Keltové. Diodóros též zmínil, že žili ve vesnicích a těžko si vydělávali na živobytí kvůli kamenité půdě. Jako žoldáci byli ovšem velmi žádaní. Sloužili kartaginskému veliteli Hamilkarovi v roce 480 př. n. l. a sicilským řeckým koloniím v době Agathokla. Otevřeně stáli na straně Kartága ve druhé punské válce (218–201 př. n. l.). Kroky k jejich eliminaci podnikli Římané v roce 180 př. n. l., kdy bylo 40 000 Ligurů deportováno do Samnia a usadili se poblíž Beneventa.